# Theißbaum

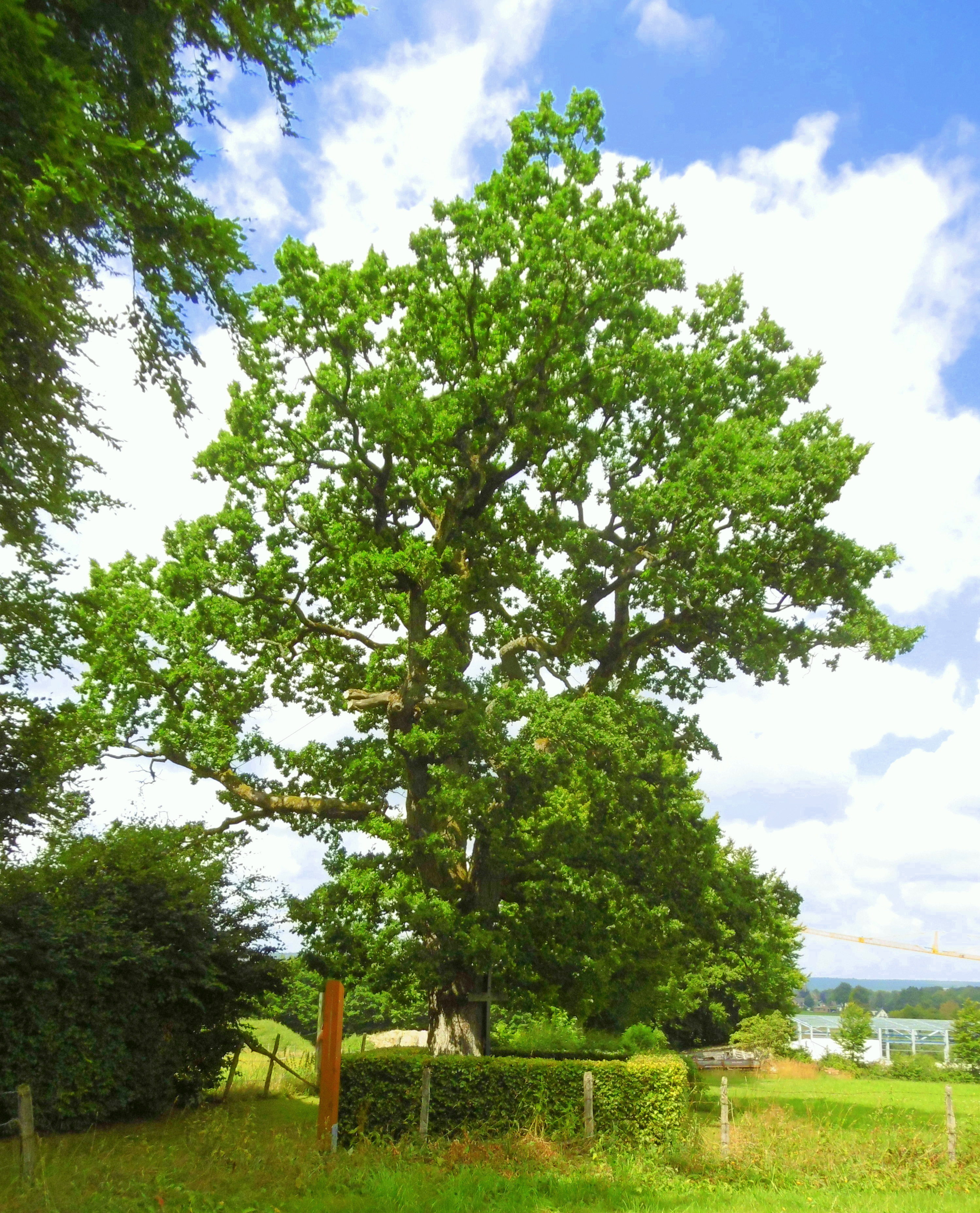
Theißbaum

Der Theißbaum ist eine als Naturdenkmal eingetragene Stieleiche im Monschauer Stadtteil Kalterherberg in der Städteregion Aachen. 

## Charakteristik
Die Stieleiche ist geschätzt 300 Jahre alt (Anfang/Mitte 18. Jahrhundert) und derzeit (2025) rund 17 Meter hoch und hat einen Stammumfang von etwa 3,50 Metern. Sie hat Kriege, Krankheiten und die typischen rauen Wetterkapriolen der Eifel überstanden und wurde deshalb bereits 1973 vom damaligen Kreis Aachen als besonders schützenswertes Objekt zum Naturdenkmal erklärt. Dies bewirkte, dass der Baum fortan regelmäßig inspiziert, nicht oder nur maßvoll beschnitten und von der Ausbreitung weiterer hochwachsender Bäume in der unmittelbaren Nachbarschaft durch deren Abholzung geschützt wurde und wird.
Seit 2007 wird der Baum und die Anlage um ihn herum vom örtlichen Eifelverein betreut, der unter anderem eine großräumige Umzäunung um das Areal installierte, Sitzbänke aufstellte und die Pflege des dort angebrachten Wegekreuzes übernahm. Im Jahr 2010 tauschte der Verein die Behelfsumzäunung gegen eine ortstypische Buchenhecke aus, die durch jährlichen Beschnitt kurz gehalten wird. 
Darüber hinaus hat die Verwaltung des Naturparks Nordeifel im Jahr 2018 den Baum in ihr Projekt „Baumschätze“ übernommen, in der besonders markante Bäume aufgeführt sind, die entweder besonders alt sind, über eine erzählenswerte Vergangenheit verfügen oder als Rarität in der Region zählen.

## Geschichte

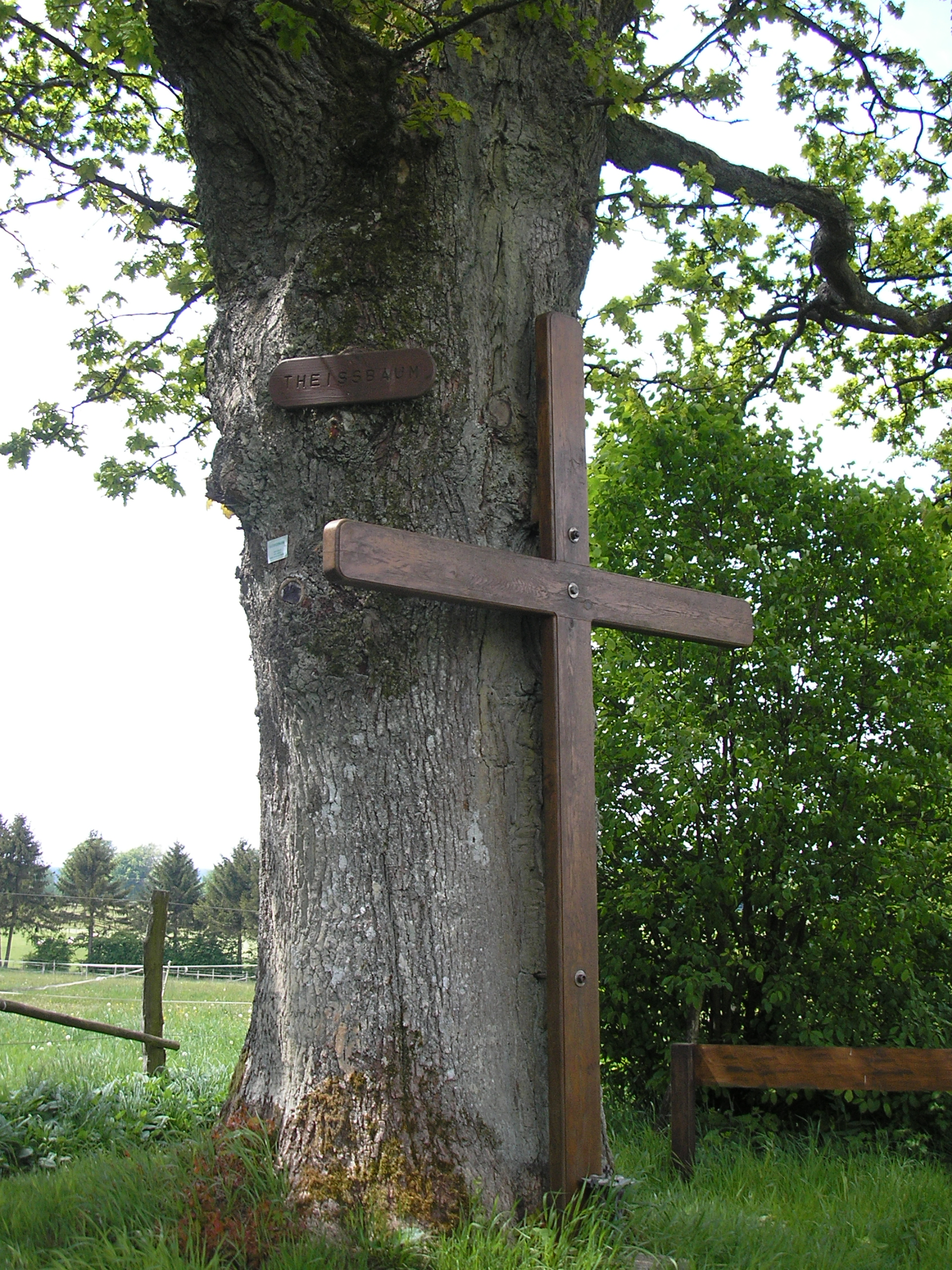
Flurkreuz am Theißbaum

Laut mündlicher Überlieferung wurde der Baum bereits in seinen frühen Jahren als „gottgeweiht“ angesehen, was dem damaligen Besitzer der dortigen landwirtschaftlichen Flächen dazu veranlasst haben soll, das Areal um den Baum herum testamentarisch der Kalterherberger Pfarre St. Lambertus zu überlassen. Dafür sollte im Gegenzug die Kirchenleitung dazu verpflichtet werden, die jährliche Fronleichnamsprozession an dem Baum vorbeizuführen, dort einen kleinen Prozessionsaltar zu errichten und eine Matthäus-Passion zu singen. Dies führte im Laufe der Jahrzehnte zum heutigen Namen des Baumes, da „Theiß“ sich von Matthäus (im Ortsdialekt Matthijs; Kurzform: Thijs, Thys) ableiten lässt.
Zu einem festen Altar aus Stein ist es wohl nie gekommen und es wurde wohl eher ein mobiler Aufstelltisch für die Andacht genutzt. Doch soll den Überlieferungen nach bereits in früher Zeit ein großes Holzkreuz am Baum angebracht worden sein. Schon seit längerem werden Fronleichnamsprozessionen nicht mehr im Ort abgehalten, auch weil die Entfernung zur Kirche und die Beschwerlichkeit der dortigen Feld- und Wiesenwege je nach Wetterlage nicht jedem zuzumuten ist. Stattdessen wurde etwa in der zweiten Hälfte des 20. Jahrhunderts ein neues einfaches, braun lasiertes Holzkreuz direkt am Baum aufgestellt, das an die frühere Gebetsstätte erinnern soll. 
Statt eines Prozessionsweges verläuft heutzutage der rund 8 km lange örtliche Rundwanderweg Nummer 53 am Naturdenkmal vorbei, wo die Passanten weiterhin eine besinnliche Rast in Bereich der Anlage einlegen können.